# (876) Scott
(876) Scott – planetoida z pasa głównego asteroid okrążająca Słońce w ciągu 5 lat i 84 dni w średniej odległości 3,01 au. Została odkryta 20 czerwca 1917 roku w Obserwatorium Uniwersyteckim w Wiedniu przez Johanna Palisę. Nazwa pochodzi od Roberta Scotta, brytyjskiego polarnika. Przed nadaniem nazwy planetoida nosiła oznaczenie tymczasowe (876) 1917 CH.